# Академия наук ГДР

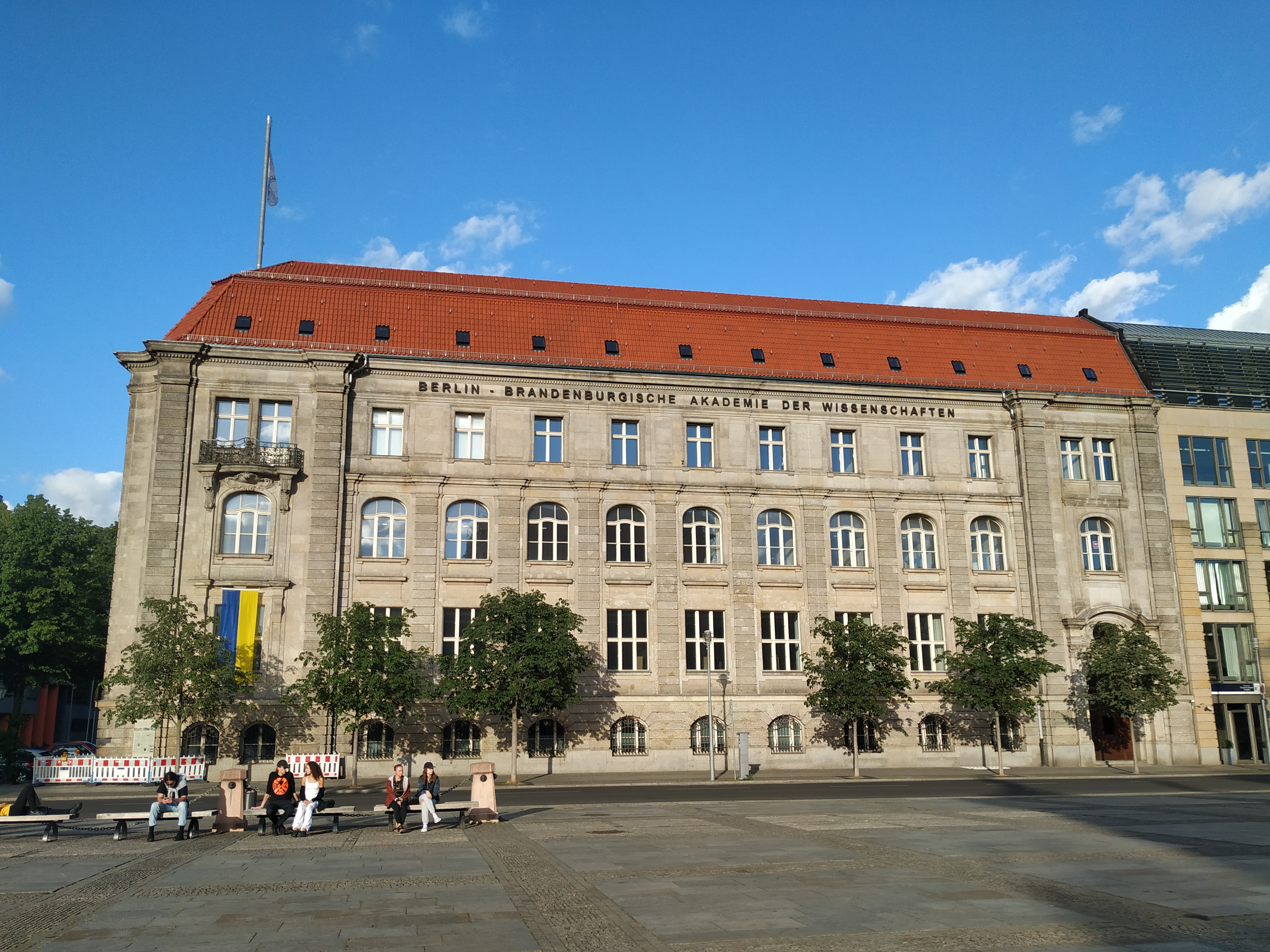
Бывшее главное здание Академии наук ГДР на Жандарменмаркт в Берлине (с 1950 по 1991 год «Площадь академии»)

Академия наук ГДР (нем. Akademie der Wissenschaften der DDR (AdW)) — государственная академия наук, высшее научное учреждение, осуществлявшее весь спектр фундаментальных научных исследований в Германской демократической республике. Открыта в 1946 году, до 1972 года носила название Германская академия наук в Берлине (ГАН) (нем. Deutsche Akademie der Wissenschaften zu Berlin (DAW)). Академия наук ГДР была распущена в 1990—1991 годах как по идеологическим причинам, так и в ввиду ликвидации политических структур ГДР и воссоздании на её территории нескольких федеральных земель, каждая из которых воссоздала или заново учредила свою академию наук.
Наряду с центральной Академией наук на территории ГДР всё время её существования продолжали функционировать Академия Леопольдина в Галле и Саксонская академия наук в Лейпциге. Однако объёмы и спектр проводимых ими научных исследований не шёл ни в какое сравнение с объёмами деятельности Академии наук ГДР. В рассматриваемый период эти две академии скорее имели значение локальных научных сообществ.

## История
История Академии наук ГДР неразрывно связана с основными этапами политического развития послевоенной восточной Германии — Советской зоны оккупации и созданной на её основе Германской Демократической республики.

### Германская академия наук в Берлине (1946—1972)
Академия открыта 1 июля 1946 года на основании декрета № 187 Советской военной администрации в Германии за подписью маршала В. Д. Соколовского. Организация академии наук проводилась в рамках мер по восстановлению полноценной научной и учебной деятельности на территории советской зоны оккупации Германии.
Выпуску декрета предшествовали консультации советского командования с членами бывшей Прусской академии наук. Советское командование предполагало географически универсальное название — «Германская академия наук», в видах функционирования новой академии в рамках будущего единого немецкого государства. Однако старые прусские академики, указывая на отсутствие в Германии традиции централизованных научных учреждений и наличие нескольких региональных академий наук, выступали за присутствие в название новой научной организации регионального маркера. В итоге появилось компромиссное название с общегерманским и региональным акцентами одновременно — «Германская академия наук в Берлине».

### Академия наук ГДР (1972—1990/91)
В преддверии очередной годовщины празднования Октябрьской революции, 7 октября 1972 года, название академии было синхронизировано с названием государства, в структуре которого она фактически существовала, — «Академия наук ГДР». В следующем году было реорганизовано несколько отделений.

### Ликвидация
Во время мирной революции 1989 года большинством членов было инициирована фундаментальные преобразования в структуре Академии. Началась полоса преобразований. В итоге Академия превратилась в научное общество, от неё были отделены НИИ и другие самостоятельные подразделения.
Ликвидация Академии наук ГДР произошла не только по идеологическим причинам, но и была тесно связана с изменением правовых и административно-территориальных реалий в восточной Германии в рамках единого немецкого государства. Вместо централизованной системы округов, подчинённых общей столице, на территории бывшей ГДР было воссоздано несколько федеральных земель-«государств». Они получили высокую степени внутренней автономии, и в начале 1990-х годов в большинстве из них были созданы собственные, полноправные, региональные Академии наук — Саксонская и Берлин-Бранденбургская. Имущество когда-то единой Академии наук ГДР перешло в собственность тех регионов, на территории которых оно располагалось.
Окончательной точкой в существовании Академии наук ГДР стало решение департамента науки и исследований берлинского Сената, постановившего, что Академия не является носительницей классических академических традиций и поэтому не может исполнять функции даже региональной (собственно берлинской) академии наук и нуждается в переосновании с чистого листа.
Подразделения и институты Академии, которые не были преобразованы и не перешли в ведение других научных организаций или региональных правительств, были ликвидированы к 31 декабря 1991 года.

## Структура и основные направления деятельности
В отличие от своей прусской предшественницы, Академия наук ГДР развивалась в условиях социалистического государства (по модели напоминая АН СССР) и включала в свой составе большое количество НИИ и исследовательских центров, имевших тесные взаимосвязи с смежными отраслями промышленности и народного хозяйства.
В 1980-е годы Академия насчитывала 153 действительных члена, 76 член-корреспондентов. В структуре академии функционировало 59 НИИ и трудилось около 22 000 сотрудников.

## Президенты
- Йоханнес Штрукс[англ.] (1945—1951)[3]
- Вальтер Фридрих (1951—1956)[4]
- Макс Фольмер (1956—1958)[5]
- Вернер Хартке (1958—1968)[6]
- Герман Кларе (1968—1979)[7][8]
- Вернер Шелер[англ.] (1979—1990)[9]
- Хорст Клинкманн[англ.] (1990—1992)[10]

## Преемники
В настоящее время существует две организации, которые в той или иной степени являются преемниками Академии наук ГДР:

### Берлинское научное общество имени Лейбница
Было основано в 1993 году (нем. Leibniz-Sozietät der Wissenschaften zu Berlin e.V., не путать с почти одноимённой Ассоциацией имени Лейбница (нем. Wissenschaftsgemeinschaft Gottfried Wilhelm Leibniz e. V.)). Берлинское научное общество имени Лейбница является основным преемником Академии наук ГДР — в состав Общества вошли 122 из 150 полноправных членов упразднённой академии. Берлинское научное общество имени Лейбница представляет собой научно-автономную международную организацию учёных, деятельность которых носит междисциплинарный характер. Благодаря широте охвата и фундаментальности подходов общество носит подлинно академический характер и не имеет себе равных среди всех других научных обществ Германии. Кроме того, в отличие от немецких региональных академий наук, Общество имени Лейбница принимает в свои члены учёных со всей страны, а не только из региона, в котором оно располагается.

### Берлин-Бранденбургская академия наук
Была основана в 1993 году на основании соглашения между федеральными землями Берлин и Бранденбург о создании общей региональной Академии наук. Преемственность новой академии с упразднённым учреждением эпохи ГДР носит формальный характер — в ведение Берлин-Бранденбургской академии наук в основном перешло имущество и некоторые проекты бывшей Академии наук ГДР, располагающееся на территории этих двух новых федеральных земель.